# Desmond Leslie
Desmond Arthur Peter Leslie (ngày 29 tháng 6 năm 1921, Luân Đôn – ngày 21 tháng 2 năm 2001, Antibes, Pháp) là một phi công, nhà sản xuất phim, nhà văn và nhạc sĩ người Anh. Ông là con trai và là con út của Shane Leslie (người em họ đầu tiên của Sir Winston Churchill), và vợ là Marjorie (nhũ danh Ide).

## Tiểu sử
Trong suốt đời mình, ông từng là một phi công lái chiếc tiêm kích Spitfire thuộc Không quân Hoàng gia Anh (RAF) trong Thế chiến II, trở thành một trong những người tiên phong đầu tiên của ngành âm nhạc điện tử, và đồng tác giả một trong những cuốn sách đầu tiên về UFO, Flying Saucers Have Landed (Đĩa bay hạ cánh, xuất bản năm 1953), với nhà văn và người tiếp xúc UFO nổi tiếng trong thập niên 1950 George Adamski.
Năm 1962, Leslie đã đấm nhà phê bình sân khấu kịch Bernard Levin trong buổi phát sóng trực tiếp chương trình truyền hình That Was The Week That Was, với số lượng khán giả là mười một triệu người xem. Rõ ràng điều này nhằm bảo vệ danh dự cho vợ của ông là Agnes Bernelle, trước những lời nhận định chỉ trích của Levin về chương trình của bà mang tên Savagery and Delight.
Bernelle đã nói trong cuốn tự truyện của mình có nhan đề The Fun Palace, rằng chương trình không được đón nhận nhiều do dàn loa đặt riêng của Leslie bị di chuyển bên dưới sân khấu và ông không kiểm tra kỹ tình hình nên đã bỏ lỡ buổi biểu diễn để có một cuộc hẹn xã giao. Kết quả là không ai ở phía sau hai hàng ghế đầu nghe thấy một lời hát nào của bà cả.

## Nhà văn
Desmond Leslie suốt cả đời mình đã cho xuất bản một số đầu sách, gồm một số cuốn viết về chủ đề UFO—cuốn đầu tiên là Flying Saucers Have Landed, cùng viết chung với George Adamski. Ông còn viết một loạt sách châm biếm, từ The Jesus File, đề cập đến việc Chúa Giê-su bị đóng đinh như được ghi lại qua giấy tờ và thư từ nội bộ của Đồn binh La Mã, đến How Britain Won The Space Race, mà ông đồng sáng tác với nhà thiên văn nghiệp dư nổi tiếng Patrick Moore.

## Sự nghiệp biên kịch/đạo diễn
Desmond Leslie từng là nhà biên kịch/đạo diễn phim truyện và phim truyền hình. Tác phẩm của ông bao gồm:
- My Hands Are Clay (1947)
- Stranger At My Door (1950)
- Stranger from Venus (1954)
- Them And The Thing (1960)

Đang lúc gặp phải khó khăn về tài chính trong quá trình sản xuất Stranger At My Door, Leslie đã chọn tự mình sáng tác nhạc cho bộ phim này.
Vào đầu những năm 1950, ông đã thiết kế thiết bị phối âm đa track hiệu quả đầu tiên trên thế giới do Rupert Neve chế tạo. Nó vẫn có thể được nhìn thấy trong ngôi nhà của gia đình ông, Lâu đài Leslie, Monaghan, nơi nó từng là đối tượng tôn kính của những du khách như Mick Jagger và Paul McCartney.

## Sự nghiệp âm nhạc điện tử
Vào cuối thập niên 1950, ông bắt đầu nuôi dưỡng niềm yêu thích với âm nhạc đương đại. Trong phòng thu nhỏ tại nhà của mình, ông đã thử nghiệm âm thanh của musique concrète. Tháng 1 năm 1960, Leslie đã ghi đè một đĩa acetate duy nhất có tên là Music of the Future. Tất cả các bản ghi âm của Leslie sau đó đã được cấp phép cho Joseph Weinburger, và các bản ghi âm của Leslie được ghi đè vào một loạt đĩa thư viện 78rpm, đôi khi được đưa vào sử dụng trong lập trình dựa trên khoa học và bí ẩn, chẳng hạn như các tập phim Doctor Who đầu tiên. Ông đã sử dụng rất nhiều nguồn băng để tạo ra các nhạc phẩm của riêng mình; một số nguồn mà ông đề cập trong ghi chú lót gồm còi xe máy, tiếng vo ve và tiếng chuông.
Năm 2005, hãng thu âm Anh của Jonny Trunk, Trunk Records, phát hành lại bản acetate 1960 của Desmond, trước đó chưa từng được phát hành thương mại. Các âm thanh trong bản phát hành này được làm chủ từ bản gốc của acetate. Các bản ghi âm được cho là đã được thực hiện trong khoảng thời gian từ năm 1955 đến năm 1959, và bao gồm các ghi chú gốc của Desmond, chứa thông tin liên quan đến mỗi lựa chọn.

## Hôn nhân và con cái
Người vợ đầu tiên của ông là Agnes Elizabeth Bernauer (Agnes Bernelle) kết hôn vào ngày 18 tháng 8 năm 1945. Về sau hai người ly hôn. Cặp đôi có hai đứa con trai và một cô con gái:
- Sir Shaun Rudolf Christopher Leslie, Nam tước đời thứ 5 (sinh ngày 4 tháng 6 năm 1947), kết hôn với Charlotte Bing; không có con đẻ. Ông thừa kế chức vị Nam tước Leslie, Glaslough, Hạt Monaghan, mà chú ông, John Leslie, đã giữ cho đến khi qua đời vào năm 2016.
- Christopher Mark Leslie (sinh ngày 7 tháng 12 năm 1952), kết hôn với Cliona Manahan và có hai con tên là Leah Leslie và Luke Leslie.
- Antonia Kelvey Oriel Leslie (sinh năm 1963), kết hôn với Colm Nolan, và sinh một cô con gái tên là Lola Leslie.

Ông tái hôn với Jennifer Helen Strong vào năm 1970; họ có với nhau hai cô con gái:
- Samantha Helen Leslie (sinh năm 1966)
- Camilla Patricia Leslie (sinh ngày 29 tháng 3 năm 1969)

## Cuối đời
Vào thập niên 1990, ông đã dành thời gian của mình để khôi phục lại ngôi nhà cũ của gia đình là tòa Lâu đài Leslie, nơi cuối cùng đã mở cửa cho công chúng. Sau đó ông chuyển sang sống tại Nice, Pháp. Bệnh phổi tắc nghẽn mạn tính đã cướp đi sinh mạng của ông ở Antibes vào năm 2001, hưởng thọ 79 tuổi.